# Omhullende (muziek)

Omhullendegenerators (EG) in een synthesizer

Een omhullende (Eng.: envelope) is het verloop van de geluidssterkte van een muzikale toon van aanzet tot wegsterven. De omhullende is naast frequentie en timbre bepalend voor de aard van de toon. Het begrip is nauw verwant aan de omhullende in de meetkunde.
Een omhullendegenerator (Eng.: Envelope Generator, afgekort tot EG) is een module in een synthesizer of sampler die wordt getriggerd door het indrukken van een toets en een elektrische spanning genereert voor de omhullende van de samen te stellen toon. Dit elektrische signaal varieert volgens een in te stellen eenmalig (niet-cyclisch) patroon dat de omhullingscurve (envelope) wordt genoemd. Het door de spanningsgestuurde oscillator (VCO) opgewekte geluid heeft nog een constant geluidsniveau. Dit signaal wordt aan een spanningsgestuurde versterker (VCA) toegevoerd zodat deze aan de hand van het signaal van de omhullende het geluidssterkteverloop in de tijd tussen ontstaan en wegsterven kan regelen. Dat gebeurt in een aantal stappen, in elke fase kan dat toenemende of afnemende verloop vrij worden ingesteld. Als een generator niet (meer) geactiveerd is, geeft deze geen signaal af. Naast de geluidssterkte kan ook de klankkleur door een omhullendegenerator worden bestuurd. Als het uitgangssignaal aan een spanningsgestuurde filter (VCF) wordt toegevoerd, wordt de afsnijfrequentie van het filter gemoduleerd waardoor de klanksamenstelling wordt veranderd. De verhouding tussen grondtoon en boventonen wordt zo beïnvloed. In modulaire synthesizers kan de uitgangsspanning van de omhullendegenerator ook aan andere klankvormende modules worden toegevoerd, zoals de laagfrequente oscillator (LFO) of nagalm.

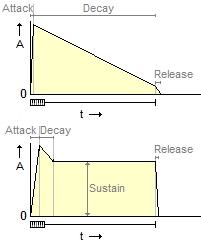
Voorbeelden van omhullendeverloop

De meeste omhullendegenerators werken volgens een indeling in vier fasen, waarmee ontelbaar veel geluiden zijn te creëren. Deze fasen zijn: aanzet (Attack), terugval (Decay), aanhouden (Sustain) en wegsterven (Release). De letters A, D, S en R van de Engelse termen vormen een veelgebruikte korte aanduiding voor de vierfasenindeling. staan voor. Deze parameters van het ADSR-type zijn in te stellen door middel van draai- of schuifknoppen of op een aanraakscherm. 
- Attack: na toetsaanslag verandert het uitgangssignaal van 0 tot het maximum. De elders opgewekte toon zwelt volgens dit verloop aan tot zijn maximum. De gebruiker kan de snelheid  hiervan kiezen tussen het ene uiterste, ogenblikkelijk, via geleidelijk tot het andere uiterste, langdurig (meestal enkele seconden). De aanzet van het geluid bepaalt dus het impulskarakter van de toon. De parameter van de fase die wordt ingesteld is de tijdsduur.
- Decay: het signaalniveau daalt van het maximum naar het sustain-niveau, dit effect is te vergelijken met het terugvallen van een aanslaghamertje in een piano. Ook in deze fase stelt de gebruiker de snelheid van daling in met als parameter de tijdsduur.
- Sustain: het signaal blijft op dit geluidsniveau tot de toets wordt losgelaten. In deze fase wordt de tijdsduur dus door het spelen bepaald. De parameter die de gebruiker instelt is het geluidsniveau.
- Release: vanaf het loslaten van de toets daalt het uitgangssignaal van het vorige niveau naar de nulwaarde. Dit is hoorbaar als het het wegsterven van de toon. In deze fase bepaalt de gebruiker de snelheid van wegsterven. De parameter van deze fase die wordt ingesteld is de tijdsduur.

Aangezien drie van de vier fasen de tijdsduur als parameter hebben kan het voortijdig loslaten van de toets betekenen dat niet alle fasen worden doorlopen. Hoe langer de fasen duren, hoe meer er overgeslagen kunnen worden. 
Een klank die na het aanslaan wegsterft, zoals bij een gitaar, een piano, een xylofoon en een pauk te horen is, kan worden gemaakt met het sustain-niveau op nul (stilte). De decay (of release) bepaalt dan hoe snel het instrument uitklinkt. Bij klanken die in theorie eeuwig zouden kunnen aanhouden zoals dat bij een fluit, een orgel en een viool het geval is, moet het sustain-niveau op (of nabij) het maximum gezet worden. In het laatste geval heeft de decay-fase (bijna) geen invloed.
Er bestaan ook omhullendegeneratoren met meerdere decay-sustain-fases of waarbij van iedere fase een niveau ingesteld kan worden. De Yamaha DX7 is een voorbeeld van een synthesizer met zulke mogelijkheden, maar ook de meeste moderne synthesizers die na de DX7 zijn verschenen.
Naast de omhullendegenerator kan ook de laagfrequente oscillator (LFO) een modulatiebron zijn. Het primaire verschil tussen beide is dat een LFO een periodiek signaal genereert.